# Aleksandria Troas

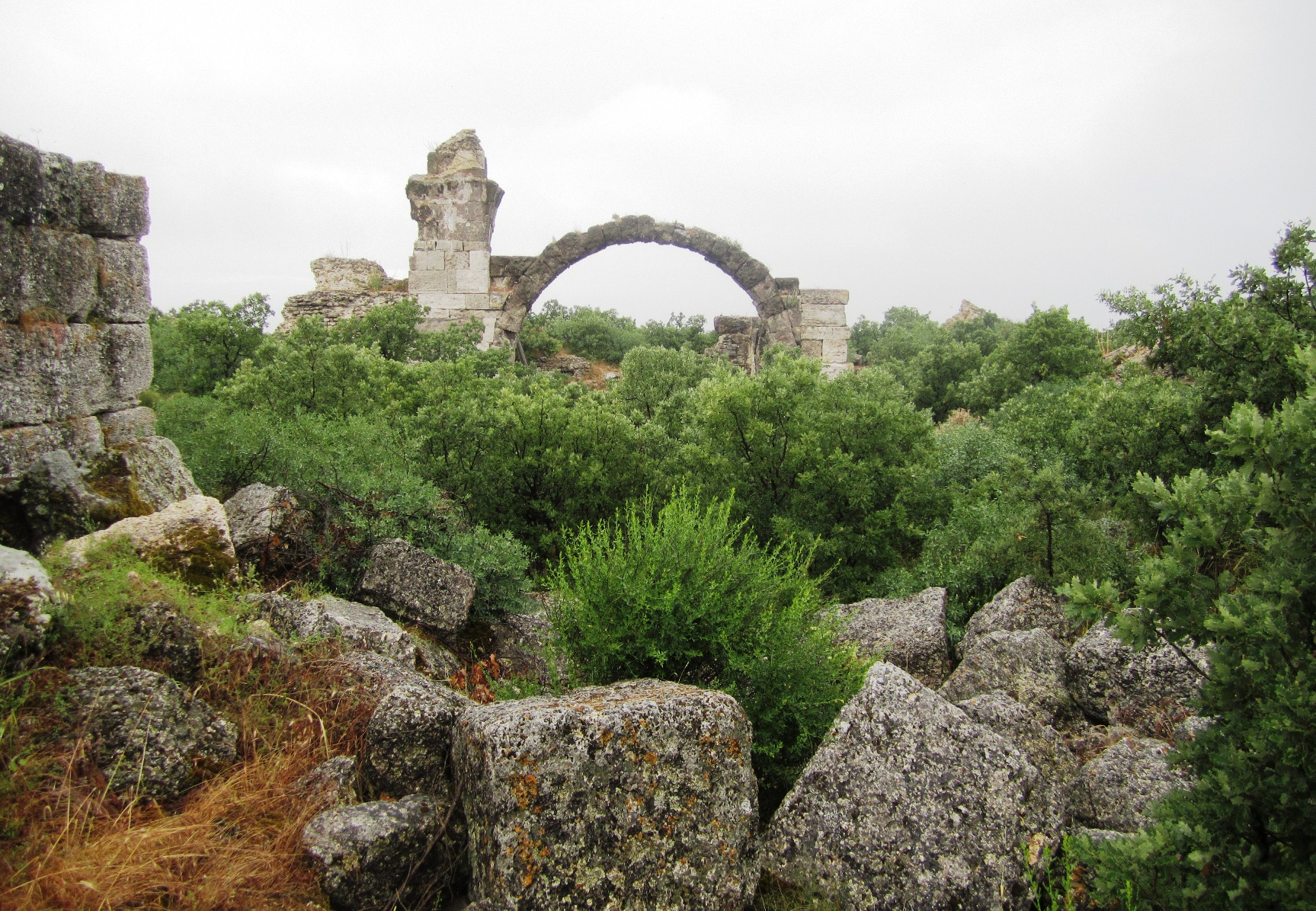
Ruiny term Heroda Attyka

Aleksandria w Troadzie (stgr. Ἀλεξάνδρεια ἡ Τρωάς), Aleksandria Troas, Aleksandria Troadzka (stgr. Άλεξάνδρεια Τρωάς, łac. Alexandria Troas) – starożytne miasto greckie położone w północno-zachodniej części Azji Mniejszej, na obszarze Troady, około 20 km na południowy zachód od Troi. Obecnie stanowisko archeologiczne w tureckiej prowincji Çanakkale, w okręgu (ilçe) Ezine koło wsi Dalyan.

## Historia
Miasto zostało założone wkrótce po 311 p.n.e. przez Antygona I Jednookiego na miejscu wcześniejszej osady o nazwie Sigia. Początkowo nosiło na cześć swojego założyciela nazwę Antigoneia. Po bitwie pod Ipsos (301 p.n.e.) dostało się pod panowanie Lizymacha, który przemianował je na Aleksandrię Troas dla uczczenia Aleksandra Wielkiego. W 133 p.n.e. Aleksandria Troadzka przeszła wraz z całym regionem pod panowanie rzymskie, a za czasów Oktawiana została przekształcona w rzymską kolonię.
Położona na brzegu Morza Egejskiego, blisko wejścia do Hellespontu, Aleksandria ta przez kilka wieków odgrywała rolę ważnego portu morskiego. Otoczone murem miasto zajmowało powierzchnię około tysiąca akrów. Szczyt swej świetności przeżywało za panowania cesarza Hadriana; z inicjatywy Heroda Attyka wzniesiono wówczas gimnazjon, a także termy, których ruiny zachowały się dotychczas. Według Dziejów Apostolskich (Dz 16,8-11 oraz 20,5-12) miasto dwukrotnie odwiedził apostoł Paweł z Tarsu. Podczas drugiego pobytu miał dokonać cudu wskrzeszenia chłopca imieniem Eutychus, który zginął wskutek upadku z okna podczas głoszonego przez apostoła kazania.

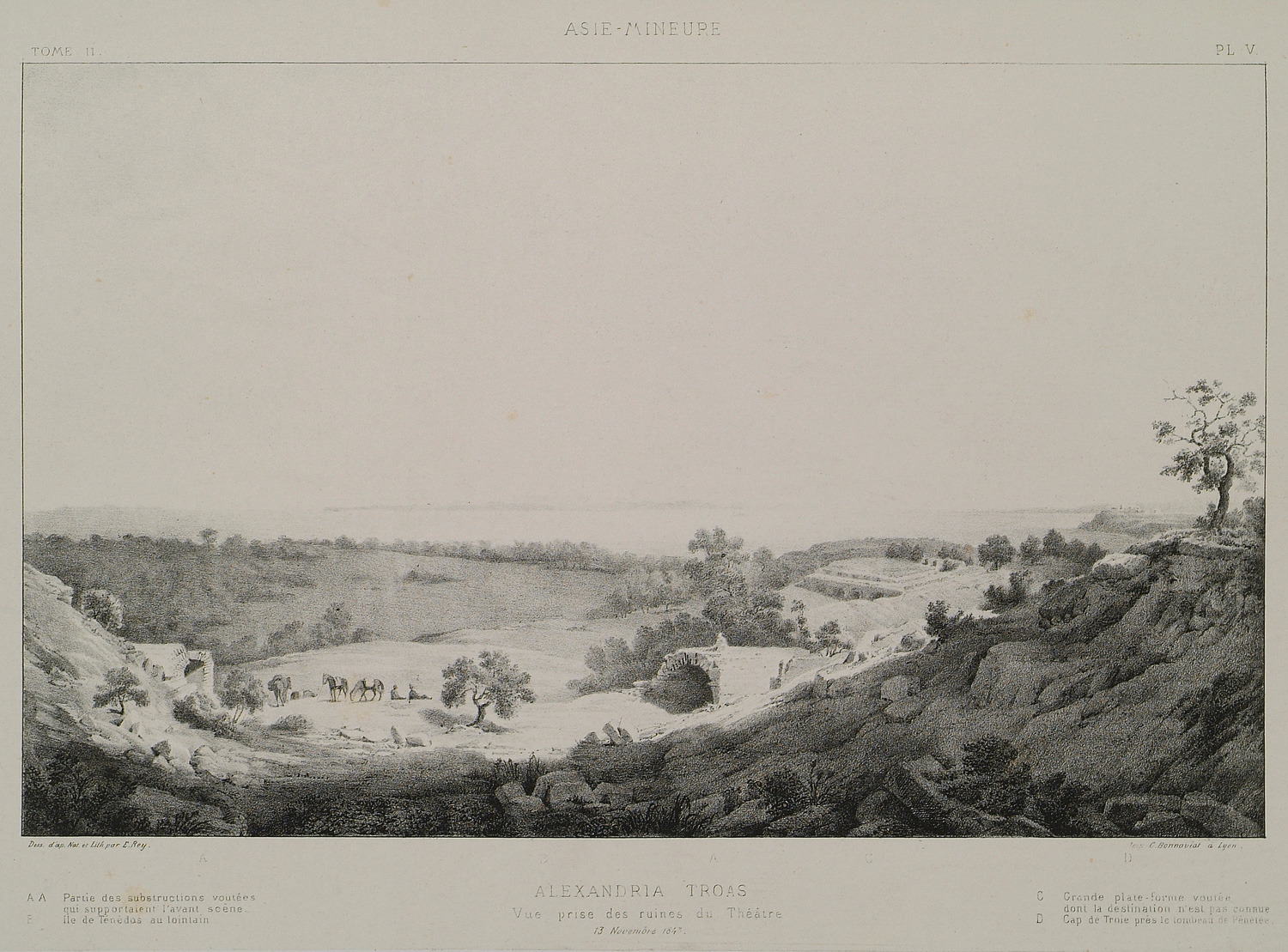
Ruiny Aleksandrii Troadzkiej (stan z 1843 r.)

Przed założeniem Konstantynopola Aleksandria Troadzka była uwzględniana przez Konstantyna Wielkiego jako ewentualne miejsce nowej stolicy cesarstwa. Miasto w pełni funkcjonowało jeszcze na początku okresu bizantyjskiego, będąc wówczas siedzibą biskupstwa (jego historyczną pozostałością jest istniejące współcześnie biskupstwo tytularne Troady. W późniejszym czasie zakończyło swe istnienie. Po podboju osmańskim Turcy nadali tej miejscowości nazwę Eski Stambul.

## Stanowisko archeologiczne
W przeszłości okazałe ruiny Aleksandrii w Troadzie (skrótowo nazywane często Troadą) uważano za pozostałości Homerowej Troi, choć ta identyfikacja już od XVI wieku budziła wątpliwości. W okresie europejskiej eksploracji tureckich krain Bliskiego Wschodu odwiedzali je tacy angielscy podróżnicy i badacze starożytności jak Edward Pococke, George Whele czy Richard Chandler. W 1814 r. miejsce to jako pierwszy Polak odwiedził hr. Edward Raczyński i zwiedzanym 24 września „zwaliskom” poświęcił dość szczegółowy opis w swym Dzienniku podróży do Turcji odbytej w roku 1814. Wśród nich wymienił pozostałości term, teatru oraz dwóch nierozpoznanych budowli, przez ludność miejscową uważanych za „pałac Priama” i „świątynię Diany”. Zawiedziony ostatecznym efektem, pionier polskiej literatury krajoznawczej w konkluzji stwierdził: „Ruiny Aleksandryi Troas, które zwiedziłem, nie odpowiedziały memu oczekiwaniu; nie znalazłem w nich tey wzorowey i ozdobney architektury, iakiey się spodziewałem w mieście przez Aleksandra Wielkiego założonem”.
Obecnie ruiny dostępne są komunikacyjnie poprzez połączenie autobusowe z Çanakkale; ponadto między położonym przy głównym szlaku drogowym Ezine a wsią Dalyan sporadycznie kursują też zbiorowe taksówki (dolmuş). Koło Dalyan szosa przebiega przez środek ruin, wśród których zidentyfikowano pozostałości pałacu, świątyni, agory, teatru, łaźni, cmentarzyska, portu o dwóch basenach oraz murów miejskich, dodatkowo zniszczonych przypuszczalnie trzęsieniem ziemi. Do stosunkowo niedawnych odkryć należy duży hellenistyczny stadion (ok. 100 p.n.e.) ujawniony w trakcie prac prowadzonych przez niemieckich archeologów z Uniwersytetu w Münster. 